# Triquiurídeos
Triquiurídeos (Trichiuridae) é uma família de peixes da subordem Scombroidei.

## Classificação
Esta lista segue o FishBase:
- Género Aphanopus
  - Aphanopus arigato Parin, 1994
  - Aphanopus beckeri Parin, 1994
  - Aphanopus capricornis Parin, 1994
  - Aphanopus carbo Lowe, 1839
  - Aphanopus intermedius Parin, 1983
  - Aphanopus microphthalmus Norman, 1939
  - Aphanopus mikhailini Parin, 1983
- Género Assurger
  - Assurger anzac Alexander, 1917
- Género Benthodesmus
  - Benthodesmus elongatus Clarke, 1879
  - Benthodesmus macrophthalmus Parin & Becker, 1970
  - Benthodesmus neglectus Parin, 1976
  - Benthodesmus oligoradiatus Parin & Becker, 1970
  - Benthodesmus pacificus Parin & Becker, 1970
  - Benthodesmus papua Parin, 1978
  - Benthodesmus simonyi Steindachner, 1891Benthodesmus simonyi Lepidopus caudatus

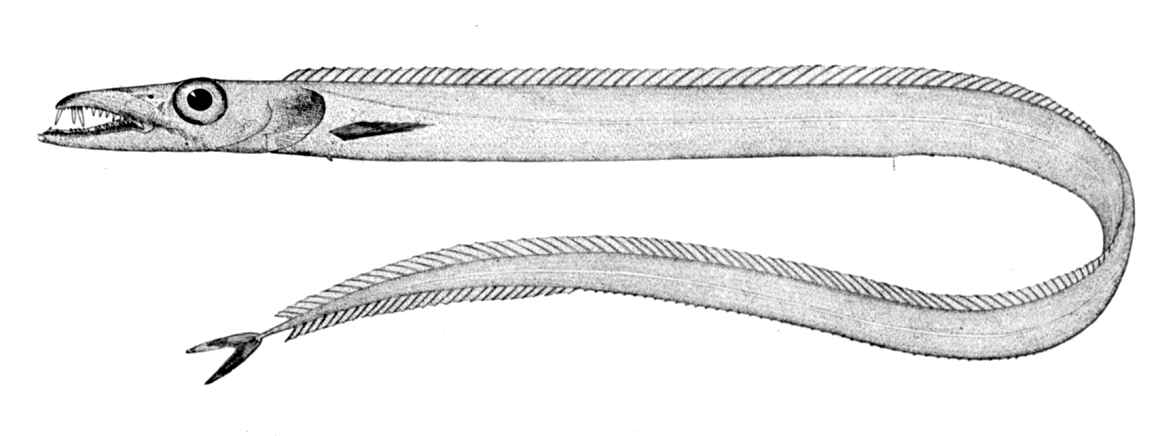
Benthodesmus simonyi

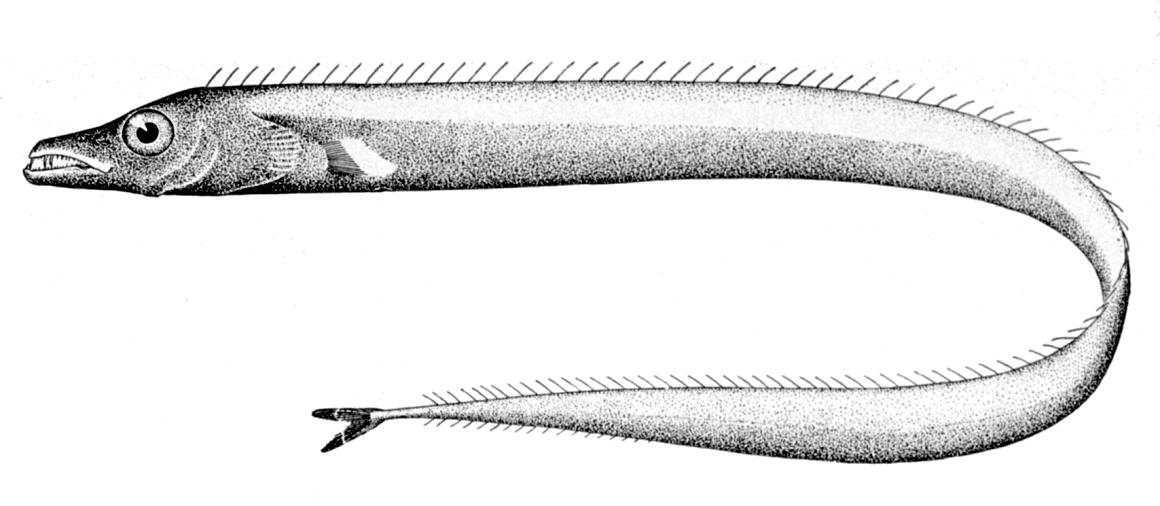
Lepidopus caudatus

  - Benthodesmus suluensis Parin ,1976
  - Benthodesmus tenuis Günther, 1877
  - Benthodesmus tuckeri Parin & Becker, 1970
  - Benthodesmus vityazi Parin & Becker, 1970
- Género Demissolinea
  - Demissolinea novaeguineensis Burhanuddin & Iwatsuki, 2003
- Género Eupleurogrammus
  - Eupleurogrammus glossodon (Bleeker, 1860)
  - Eupleurogrammus muticus (Gray, 1831)
- Género Evoxymetopon
  - Evoxymetopon macrophthalmus Chakraborty, Yoshino & Iwatsuki, 2006.[2]
  - Evoxymetopon poeyi Günther, 1887
  - Evoxymetopon taeniatus Gill, 1863 Evoxymetopon taeniatus
- Género Lepidopus

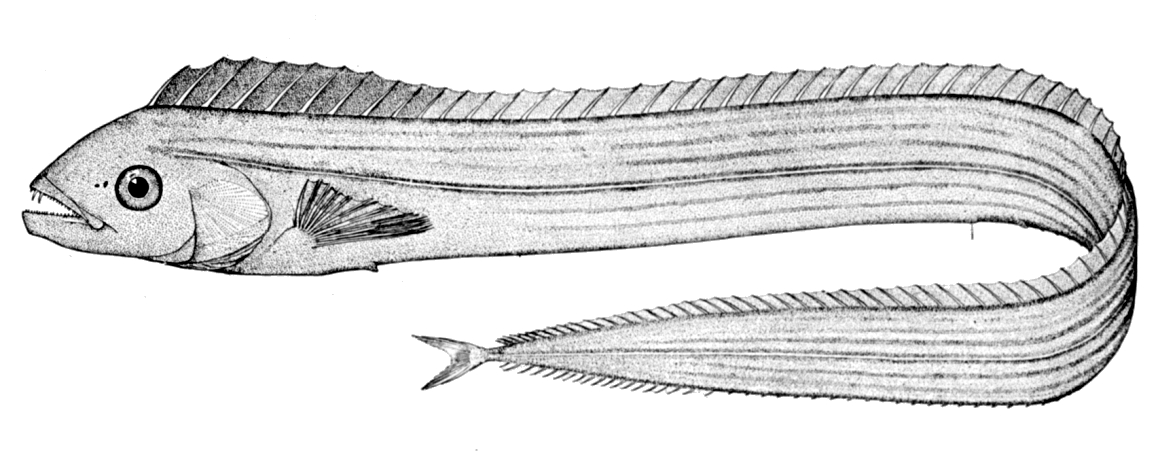
Evoxymetopon taeniatus

  - Lepidopus altifrons Parin & Collette, 1993
  - Lepidopus calcar Parin & Mikhailin, 1982
  - Lepidopus caudatus (Euphrasen, 1788)
  - Lepidopus dubius Parin & Mikhailin, 1981
  - Lepidopus fitchi Rosenblatt & Wilson, 1987
  - Lepidopus manis Rosenblatt & Wilson, 1987
- Género Lepturacanthus
  - Lepturacanthus pantului (Gupta, 1966)
  - Lepturacanthus savala (Cuvier, 1829)
- Género Tentoriceps
  - Tentoriceps cristatus (Klunzinger, 1884)
- Género Trichiurus
  - Trichiurus auriga Klunzinger, 1884
  - Trichiurus australis Chakraborty, Burhanuddin & Iwatsuki, 2005..[3]
  - Trichiurus brevis Wang & You, 1992
  - Trichiurus gangeticus Gupta, 1966
  - Trichiurus lepturus Linnaeus, 1758
  - Trichiurus margarites Li, 1992
  - Trichiurus nanhaiensis Wang & Xu, 1992
  - Trichiurus nickolensis Burhanuddin & Iwatsuki, 2003
  - Trichiurus russelli Dutt & Thankam, 1966